# Александар Блок
Александар Александрович Блок (рус. Александр Александрович Блок; Санкт Петербург, 16. новембар 1880 — Петроград, 7. август 1921) био је руски песник, најзначајнији представник руског симболизма.
Одгојен у изразито интелектуалној средини своје породице, упознао се рано с најбољим достигнућима руског и европског песништва као и модерног лирског израза. У књижевност улази симболистичким Песмама о дивној дами (Стихи о прекрасној дами 1898 — 1904) у којима обрађује мистично-религиозну тематику и у мелодиозним стиховима пуним недоречености успева да изрази недефинисане тежње своје генерације за недостижним идеалом.
Постепено у његову поезију почиње да се увлачи оштар смисао за животну реалност и тематика се проширује мотивима из градског живота.
Под утицајем револуционарних превирања у Русији, песник напушта коначно и своју друштвену изолацију, прикључује се напредним струјама и у својој најпознатијој поеми Дванаесторица (1918) даје грандиозну симболичну визију револуције.
Стилски, Блок у тој поеми обогаћује рафинирану технику свог симболистичког израза (музикалност и ритмичка разноликост стиха, метафорика и симболика) смелим мешањем различитих стилова и техника (убацивањем жаргона, парола, сатире и пародија, фолклорних елемената итд.), те постаје један од претеча модерне европске поезије.

## Биографија
Блок је рођен у Санкт Петербургу, у интелектуалној породици. Неки од његових рођака били су књижевници, отац је био професор права у Варшави, а деда по мајци ректор Петроградског универзитета. Након развода његових родитеља, Блок је живео са рођацима у селу Шахматову близу Москве, где је открио филозофију Владимира Соловјева и песме тада нејасних песника 19. века, Фјодора Тјутчева и Афанасија Фета. Ови утицаји ће се одразити на његова рана дела, касније сакупљена у књизи Ante Lucem.
Године 1903. оженио је Љубу Дмитријевну Мендељејевну, ћерку познатог хемичара Дмитрија Мендељејева. Касније он због ње улази у свађу са својим колегом Андрејем Белијем, која се умало није завршила двобојем. Љуби је посветио циклус поезије, по коме је и постао познат, Стихови прекрасној дами (1904).
Под утицајем Соловјеве доктрине, Блок је имао нејасне апокалиптичне страхове и често оклевао између наде и очаја. „Осећам да велики догађај долази, али шта је тачно нисам открио“, написао је у свом дневнику током лета 1917. године. Блок је, сасвим неочекивано за већину његових поштовалаца, прихватио Октобарску револуцију као коначно решење ове апокалиптичне чежње.
До 1921. године, Блок је постао разочаран Руском револуцијом. Није написао никакву поезију у последње три године. Блок се жалио Максиму Горком да је његова “вера у мудрост човечанства” завршена. Он је објаснио свом пријатељу Корнеју Чуковском зашто више није могао да пише поезију: “Сви звуци су престали. Зар не чујеш да нема више звукова?” У року од неколико дана Блок се разболео. Његови лекари затражили су да буде послат на лечење у иностранство, али му није било дозвољено да напусти земљу. Горки је затражио визу за њега. Дана 29. маја 1921. он је написао Анатолију Луначарском: “Блок је најбољи песник Русије. Ако му забрањујете да оде у иностранство, и умре, ви и ваши другови ћете бити криви за његову смрт!” Блок је добио дозволу тек 10. августа, након смрти.
Умро је 7. августа 1921. године у свом стану од запаљења срчаних залистака. Сахрањен је на Волковом гробљу Санкт-Петербурга.